# Arsenal royal d'Enfield

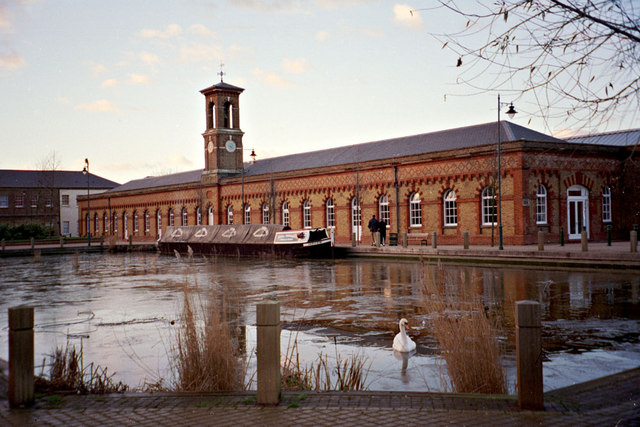
La Royal Small Arms Factory et le bassin (2007).

L'Arsenal royal d'Enfield (en anglais : Royal Small Arms Factory) est un fabricant d'armes britannique qui construisit des fusils, des fusils d'assaut, des fusils-mitrailleurs et des revolvers pour le compte de la British Army entre 1804 et 1988. L'usine se trouve dans la vallée de la Lea, une banlieue au nord de Londres.

## Production
- Fusils : Enfield 1853, Enfield-Martini, Lee-Metford, carabines et fusils Lee-Enfield Mark I, Lee-Enfield Mark III, Lee Enfield n°4, Lee-Enfield No 5 MK1 "Jungle Carbine", fusils de précision L39A1 et L42A1 (en).
- Pistolet-mitrailleur : Sten
- Fusil-mitrailleur : BREN.
- Fusil antichar : Fusil antichar Boys, fabriqué entre 1937 et 1943.
- Pistolets : Enfield .38.